# Midnattsol
Midnattsol é uma banda de metal sinfônico e folk germano-norueguesa.
O som é essencialmente sinfônico, com influências folk em suas melodias. Suas letras são basicamente baseadas em lendas Viquingues. Seu primeiro álbum oficial, Where Twilight Dwells, foi lançado em 2005. Seu trabalho mais recente, The Aftermath, foi lançado no dia 25 de maio de 2018.
Midnattsol (O Sol da Meia Noite), simboliza o fenômeno que ocorre na Noruega. Embora seu som seja Metal Sinfônico, a banda prefere ser classificada por Folk Metal ou Celtic Metal por causa dos elementos da cultura escandinava em suas canções.
A vocalista Carmen Elise Espenæs é irmã de Liv Kristine Espenæs Krull, ex-vocalista da banda de metal sinfônico e folk metal germano-norueguesa Leaves' Eyes, e da banda de Gothic Metal Theatre of Tragedy, juntou-se ao Midnattsol no final do ano de 2017.
Os guitarristas Daniel Droste e Christian Hector recentemente se uniram a Stephan Adolph para formar o Ahab, uma banda alemã de funeral doom metal.
Chris Merzinsky e Birgit Öllbrunner também estão tocando na banda R.I.P.
No dia 14 de dezembro de 2017 através do facebook a banda anuncia Liv Kristine Espenæs Krull como segunda vocalista da banda, estreou no álbum The Aftermath, lançado em Maio de 2018.

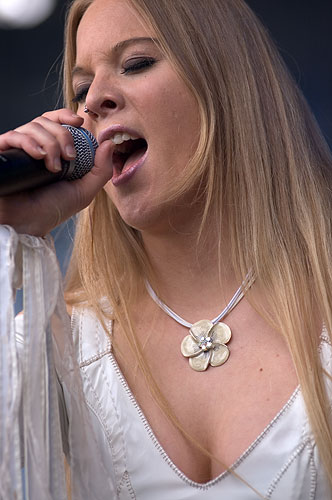
Carmen Elise Espenæs.

## Membros

### Atual formação
- Liv Kristine Espenæs Krull - vocal
- Carmen Elise Espenæs - vocal
- Birgit Öllbrunner - baixo
- Alex Kautz - guitarra
- Chris Merzinsky - bateria
- Daniel Fischer - teclado
- Daniel Droste - guitarra

### Ex-membros
- Christian Hector - guitarra
- Fabian Pospiech - guitarra

## Discografia

### Demos
- Midnattsol (Demo) (2003)

### Álbuns de estúdio
- Where Twilight Dwells (2005)

Faixas
1. "Another Return" – 5:03
2. "Lament" – 4:07
3. "Unpayable Silence" – 5:04
4. "Haunted" – 3:24
5. "Desolation" – 4:22
6. "Enlightenment" – 4:07
7. "Tårefall" – 4:23
8. "Infinite Fairytale" – 4:46
9. "På Leting" – 4:07
10. "Dancing With the Midnight Sun" – 3:58
11. "Tapt Av Håp" – 7:56

- Nordlys (2008)

Faixas
1. "Open Your Eyes" - 5:43
2. "Skogens Lengsel" - 5:04
3. "Northern Light" - 6:18
4. "Konkylie" - 8:12
5. "Wintertime" - 5:16
6. "Race of Time" - 5:40
7. "New Horizon" - 2:50
8. "River of Virgin Soil" - 5:36
9. "En Natt I Nord" - 5:17
10. "Octobre" (limited edition bonus track) - 4:42

- The Metamorphosis Melody (2011)

Faixas
1. "Alv" - 1:45
2. "The Metamorphosis Melody" - 5:52
3. "Spellbound" - 5:23
4. "The Tide" - 5:16
5. "A Poet's Prayer" - 5:31
6. "Forlorn" - 4:49
7. "Kong Valemons Kamp" - 6:34
8. "Goodbye" - 3:31
9. "Forvandlingen" - 6:53
10. "Motets Makt" - 5:21
11. "My Re-Creation" - 5:24
12. "A Predator's Prey (Bonus Track)" - 5:29

- The Aftermath (2018)

Faixas
1. "The Purple Sky" - 6:06
2. "Syns Sang" - 5:01
3. "Vem Kan Segla" - 3:47
4. "Ikje Glem Meg" - 4:22
5. "Herr Mannelig" - 9:05
6. "The Aftermath" - 5:17
7. "The Unveiled Truth" - 3:56
8. "Evaluation Of Time" - 6:44
9. "Forsaken" - 6:05
10. "Eitrdropar (Bonus Track)" - 2:58